# 奇卡明鎮區 (密歇根州)
奇卡明鎮區（英語：Chikaming Township）是位於美國密歇根州貝林縣的一個行政鎮區。

## 地方資料
奇卡明鎮區的面積為57.30平方千米，當中陸地面積為56.80平方千米，而水域面積為0.50平方千米。根據2020年美國人口普查的數據，當地共有人口2778人，而人口密度為每平方千米48.48人。